# Gleichlaufverfahren
Gleichlaufverfahren ist ein Fachbegriff der Nachrichtentechnik. Er wird auch oft als Synchronisationsverfahren bezeichnet. Er bezeichnet das Verfahren, mit dem in der Datenübertragung eine Synchronisation zwischen Sendestation und Empfangsstation hergestellt und aufrechterhalten wird, so dass alle gesendeten Daten vom Empfänger auch richtig erkannt werden.

## Asynchroner Betrieb
Beim asynchronen Betrieb wird der Takt für jedes Byte neu aufgesetzt, d. h. die Stationen sind jeweils nur für ein Byte synchron.

## Synchroner Betrieb
Der Takt gilt in diesem Fall für die gesamte Kommunikationssitzung. In der Regel wird dieses Verfahren mit lokalen Uhren realisiert, die an Signalflanken nachgestellt werden. Damit die Stationen synchron bleiben, sind also regelmäßige Flanken nötig. Diese können z. B. durch Verwendung des Manchester-Code gewährleistet werden.